# 西岡新
西岡 新（にしおか あらた、1973年2月3日 - ）は、日本の政治家。愛媛県議会議員（2期）。元衆議院議員（1期）。

## 経歴
愛媛県今治市生まれ。明治大学ガバナンス研究科中退。20歳から2010年2月まで、塩崎恭久（自由民主党衆議院議員）の公設秘書を務めた。このほか、業務用厨房機器設備会社の役員を務めた。
2012年11月20日、愛媛維新の会は第46回衆議院議員総選挙の愛媛2区の候補者に西岡の擁立を内定。同年12月の衆院選に日本維新の会公認・みんなの党推薦で出馬。小選挙区では自民党の村上誠一郎に敗れたが、比例四国ブロックで復活し、初当選した。
衆議院議員時代は衆議院国土交通委員会委員、沖縄及び北方問題に関する特別委員会委員、経済産業委員会理事などを務めた。
2014年の日本維新の会の分党決定に際し、「党の形がなくなるなら、いったん無所属になるのが当然の筋だ」と述べ、橋下、石原のどちらのグループにもつかずに、当面は無所属で活動する方針を示した。
同年12月の第47回衆議院議員総選挙に際して愛媛2区に無所属で出馬、県議会会派「愛媛維新の会」の支持や、地元今治市議らの支援を受けたが、自民前職の村上に敗れ次点で落選した（小選挙区3位で維新の党が公認した元みんなの党県議横山博幸は比例復活）。
2016年12月13日、日本維新の会に入党し、衆院愛媛2区支部長に就任した。2017年の第48回衆議院議員総選挙に日本維新の会公認で愛媛2区から出馬するも、落選。
2019年4月7日、第19回統一地方選挙の一環で行われる愛媛県議会議員選挙に無所属で今治市・越智郡選挙区より立候補。6,485票を獲得し初当選を果たした。当選後、同じ無所属新人の中野泰誠氏と会派「事成会」を結成した（復党により、後に解消）。
2023年3月27日、記者会見を行い、翌月の県議選では維新に復党し、同党公認で立候補する意向を表明した。同年4月の県議会議員選挙では、4,530票を獲得し再選を果たした。
2024年10月4日、3日付で維新に離党届を提出したと発表。理由として党が次期衆院選愛媛2区に地縁のない候補者の擁立を決めたことに対して、後援会の反発があったことを挙げ、「党運営がトップダウン的になった」とした。

## 政策
- 女性宮家に反対[19]。
- 2017年の朝日新聞によるアンケートにおいて、選択的夫婦別姓制度導入について、どちらかと言えば反対、としている[20]。

## 人物
- 趣味は離島めぐり、読書（愛読書「ローマ人の物語」塩野七生著）、映画鑑賞（好きな映画『ライフ・イズ・ビューティフル』、『ゴッドファーザー』）[1]。尊敬する人はユリウス・カエサル[1]。

### 家族・親族
- 妻 西岡めぐみ（千代田区議会議員）[2]

## 所属団体・議員連盟
- 自転車活用推進議員連盟（自転車活用プロジェクト・チームメンバー）[1]
- 海事振興連盟[1]
- 超党派衆参対等統合一院制国会実現議員連盟[1]
- 日本の領土（竹島・尖閣諸島等）を守るため行動する議員連盟[1]
- 日本会議国会議員懇談会[1]
- 日ロ友好議員連盟[1]
- 日本・インド友好議員連盟[1]
- 日本モルディブ友好国会議員連盟[1]
- 日本・スリランカ友好議員連盟 幹事[1]
- 日本・ベトナム友好議員連盟[1]
- 日華議員懇談会[1]
- 日本・太平洋島嶼国友好議員連盟[1]
- 史跡保全議員連盟[1]